# Коварный незнакомец
«Коварный незнакомец» (хинди मुझसे शादी करोगी, Ajnabee) — индийский фильм на языке хинди, вышедший в прокат 21 сентября 2001 года.

## Сюжет
Радж и Прия — молодожёны, приехавшие в Швейцарию. Они знакомятся со своими соседями Вики и Сонией. Пары проводят много времени вместе и быстро становятся друзьями. Они едут вместе в путешествие на остров Маврикий, где Викки предлагает Раджу поменяться женами на одну ночь. Это злит Раджа и он прекращает всякое общение с Вики и Соней. Через некоторое время они мирятся и снова становятся друзьями. И однажды, во время празднования дня рождения Вики, Ражд сильно напивается и остается у Вики дома, в то время как Вики едет домой к Раджу.
На следующий день Радж просыпается и воображает, что Вики и Прия занимаются любовью. Затем вернувшись домой он обнаруживает мертвое тело Сонии. Вики обвиняет Ражда в убийстве жены, кроме того все факты против него. Раджа арестовывают и Вики навещает его, чтобы посмеяться. Радж знает, что Вики подделывает факты, поэтому пытается привлечь власти, чтобы доказать свою невиновность. Он встречается с Прией, уверяет её в своей невиновности. Вместе с другом Бану Прадан они проводят расследование и выясняют, что у Вики была интрижка с девушкой по имени Нита. Радж помнит, что видел Вики целующего девушку на острове Маврикий. Вики тогда сказал, что она лишь старая подруга и ничего между ними нет. Радж решает, что Вики хотел получить деньги по страховке.
Они находят вики на корабле, где они с удивлением видят рядом с ним «убитую» Сонию. Радж призывает Вики к ответу и оказывается, что Сония — та самая девушка, которую они видели на Маврикии, а настоящую жену Вики зовут Нита. Нита была танцовщицей в баре, где Вики работал ударником. Они любили друг друга, но Вики был недоволен работой Ниты. Его жена не хотела оставить работу, поскольку хотела быть богатой. Тогда Вики говорит, что разбогатеет и вернется за ней. Он уезжает на 3 месяца и возвращается. Он говорит Ните, что женился на очень богатой девушке Сони Баджадж. Вместе с Нитой они планируют смерть Сонии. Услышав это, Радж дерется с Вики, и Нита погибает.
Вики пытается убить Прию, но сам умирает. Очистив свою честь Радж и Прия возвращаются к нормальной счастливой жизни.

## В ролях
| Актёр         | Роль              |
| ------------- | ----------------- |
| Бобби Деол    | Радж Мальхотра    |
| Карина Капур  | Прия Мальхотра    |
| Акшай Кумар   | Викрам «Викки»    |
| Бипаша Басу   | Сония / Нита      |
| Джонни Левер  | Бану Прадан       |
| Амита Нангия  | Чампа Деви        |
| Шила Шарма    | Винья Чандра Деви |
| Нарендра Беди | Лакхан Пал        |
| Амрит Патель  |                   |
| Шарат Саксена | офицер            |
| Далип Тахил   | отец Прии         |
| Минк Сингх    | Соня              |

## Саундтрек
Все тексты написаны Самиром, вся музыка написана Ану Маликом.
| №  | Название                               | Исполнители                                                                 | Длительность |
| -- | -------------------------------------- | --------------------------------------------------------------------------- | ------------ |
| 1. | «Mohabbat Naam Hai»                    | Удит Нараян, Алка Ягник                                                     | 6:19         |
| 2. | «Mehbooba Mehbooba»                    | Аднан Сами, Сунидхи Чаухан                                                  | 7:27         |
| 3. | «Meri Zindagi Mein Ajnabee»            | Кумар Сану, Сунидхи Чаухан                                                  | 6:57         |
| 4. | «Mujhko Neend Aa Rahi Hai»             | Сону Нигам, Сунидхи Чаухан                                                  | 4:46         |
| 5. | «Dance Music»                          | без вокала                                                                  | 1:22         |
| 6. | «Kaun Main Haan Tum»                   | Удит Нараян, Алка Ягник, Акшай Кумар, Бобби Деол, Карина Капур, Бипаша Басу | 6:44         |
| 7. | «Kasam Se Teri Aankhen Aaiya Re Aaiya» | Удит Нараян, Сону Нигам, Алка Ягник, Хема Сардесаи                          | 5:55         |
| 8. | «Jab Tumhe Aashiqui Maloom»            | Кумар Сану                                                                  | 6:48         |
| 9. | «Mehbooba Mehbooba» (E-Groove Mix)     | Аднан Сами, Сунидхи Чаухан, DJ Халиф                                        | 4:20         |

## Награды
- Filmfare Award за лучшее исполнение отрицательной роли — Акшай Кумар[1]
- Filmfare Award за лучшую дебютную женскую роль — Бипаша Басу[1]

## Дополнительные факты
При рекламе этого фильма авторы постоянно акцентировали внимание, что фильм снят в Швейцарии и на Маврикии (небольшом острове около Мадагаскара).